# 欧文·戴维森
欧文·基尔·戴维森（英語：Owen Keir Davidson，1943年10月4日—2023年5月12日）是澳大利亞職業網球運動員，活躍於1960年代至1970年代。
戴維森與比利·简·金一起贏得八座大滿貫混雙冠軍。1967年，他贏得混合雙打的歷年大滿貫，當時他贏得澳洲網球公開賽（與萊斯莉·特納·波利搭檔），以及法國網球公開賽、溫布頓網球錦標賽和美國網球公開賽（與金搭檔）。
戴維森在1968年4月在伯恩茅斯舉行的英國硬地網球錦標賽第一輪比賽中擊敗約翰·克里夫頓，成為網球公開時代第一位贏得比賽的球員。
他最好的大滿貫單打成績是在1966年的溫布頓錦標賽，當時他進入半決賽（在輸給曼努埃尔·桑塔纳之前擊敗了頭號種子選手羅伊·愛默生）。他也是1972年澳洲公開賽和1973年美國公開賽的男子雙打冠軍，分別與約翰·紐康姆和肯·羅斯威爾搭檔。他於2010年在美國羅德島州紐波特入選國際網球名人堂。2011年1月26日（澳大利亞日），他在墨爾本羅德·拉沃競技場入選澳大利亞網球名人堂。
戴維森於2023年5月12日在美國德克薩斯州康羅逝世，享年79歲。